# Alexander MacKenzie (Entdecker)

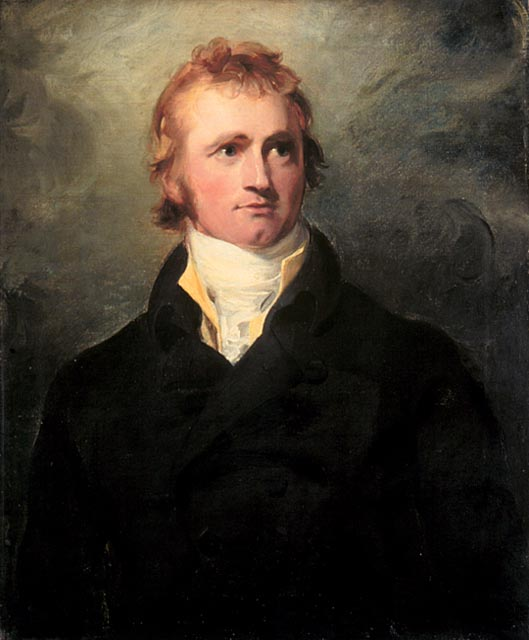
Alexander Mackenzie, Porträt des englischen Malers Thomas Lawrence, um 1800

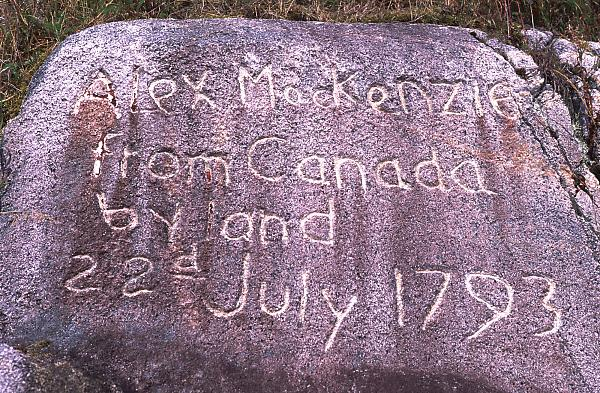
Inschrift von Alexander MacKenzie am westlichsten Punkt seiner Entdeckungsreise.

Sir Alexander MacKenzie (* 1764 in Stornoway, Äußere Hebriden; † 12. März 1820 in Mulinearn bei Dunkeld, Schottland) oder gälisch Alasdair MacCoinnich war ein schottisch-kanadischer Entdecker, der Expeditionen im Nordwesten Kanadas unternahm. Nach ihm ist der Fluss Mackenzie benannt.
1774 wanderte die Familie MacKenzie  von Schottland nach New York aus. Von dort aus siedelten sie fünf Jahre später nach Montreal um.
Am 7. Juli 2014 ehrte die kanadische Regierung, vertreten durch den für das Historic Sites and Monuments Board of Canada zuständigen Minister, Mackenzie für sein Wirken als Entdecker und Erforscher und erklärte ihn zu einer „Person von nationaler historischer Bedeutung“.

## Entdeckung des Mackenzie River
Mackenzie brach 1789 von Fort Chipewyan zu seiner ersten Expedition in den Nordwesten Kanadas auf. Ziel der Unternehmung war das Finden einer Verbindung zum Pazifik oder der Nordwestpassage.
Nach dem Aufbruch von Fort Chipewyan führte die Suche zum Großen Sklavensee und am 29. Juni zur Entdeckung des Flusses Mackenzie. Zusammen mit seinen Begleitern folgte MacKenzie dem Flusslauf mit Kanus bis zu seinem Delta, wo er am 10. Juli 1789 schließlich den Arktischen Ozean erreichte. Angeblich war MacKenzie so betrübt über diesen Fehlschlag, dass er den Fluss „Disappointment River“ taufte.

## Entdeckung des Fraser River
Im Oktober 1792 brach er, wiederum von Fort Chipewyan, zu seiner zweiten Expedition auf. Begleitet wurde er auf seiner zweiten Entdeckungsreise von seinem Cousin Alexander Mackay, sechs französischen Abenteurern, zwei einheimischen Indianern und seinem Hund.
Nachdem er den Winter im Fort Fork im heutigen Alberta verbracht hatte, gelang es ihm im Frühling eine Crew für sein Unternehmen anzuheuern, woraufhin am 9. Mai 1793 der Abmarsch erfolgte. Am 18. Juni entdeckte er den Fraser River und am 20. Juli erreichte die Expedition schließlich die Pazifikküste bei Bella Coola. Damit war er der Erste Europäer, der Nordamerika nördlich von Mexiko durchquerte.
Durch das feindselige Verhalten der Heiltsuk zum Umkehren gezwungen, ritzte er, am westlichsten Punkt seiner Expedition angekommen, am Dean Channel „Alex MacKenzie / from Canada / by land / 22d July 1793“ in einen Stein, der sich heute im Sir Alexander Mackenzie Provincial Park findet. Die Stelle wurde am 4. Juni 1924, in Gedenken an die Erste Durchquerung Nordamerikas, zu einer „nationalen historischen Stätte“ erklärt. Die mit der Durchquerung Nordamerika verbundenen Entdeckungsreisen MacKenzies waren durch den zuständigen Minister der kanadischen Bundesregierung bereits am 25. Mai 1923 zu einem „nationalen historischen Ereignis“ erklärt worden.

## Späteres Leben
1801 veröffentlichte er seine Expeditionsbücher und wurde am 10. Februar als Knight Bachelor in den Ritterstand erhoben. Später wurde MacKenzie Direktor der North West Company, wo er großen Einfluss auf die Expansion Kanadas hatte. Er trieb deren Vereinigung mit der Hudson’s Bay Company voran, welche 1821 vollzogen wurde. 1989 würdigte Kanada Mackanzie mit einem Silbergedenkdollar.

## Werk
- Voyage from Montreal on the river St. Lawrence, through the continent of North America, to the Frozen and Pacific Oceans; in the years 1789 and 1793. Zuerst 1801; wieder W. B. Gilley 1814; wieder Readex Microprint 1966
  - W. Kaye Lamb (Hrsg.): The journals and letters of Sir Alexander Mackenzie. Toronto 1970
- in Deutsch: Alexander Mackenzie's Reisen von Montreal durch Nordwestamerika nach dem Eismeer und der Südsee in den Jahren 1789 und 1793. Berlin 1802[8]